# Deanesmithite
La deanesmithite è un minerale.